# Spisak naoružanja japanskih aviona iz Drugog svetskog rata
Ovo je kompletna lista naoružanja raspoređenog na japanskim borbenim avionima tokom Drugog svetskog rata.

## Vojni avion

### Mitraljezi
- Type 89 Mitraljez 7,7 mm (kopija Vikers klase E)
- Ho-103 Mitraljez 12,7 mm (napravljen je na osnovu Brovninga M1921)

### Topovi
- Mauser MG 151/20 20 mm top
- Ho-1 20 mm top
- Ho-3 20 mm top
- Ho-5 20 mm top (baziran na osnovu Browning)
- Ho-155 cannon (aka Ho-105) 30 mm top (baziran na osnovu Browning)
- Ho-155-II 30mm top
- Ho-203 37 mm top
- Ho-204 37 mm top (baziran na osnovu Browning)
- Ho-301 40 mm top (municija bez čaure, ponekad se smatra "raketnim bacačem")
- Ho-401 57 mm top
- Ho-402 57 mm top
- Type 88 75 mm top [1]

### Bombe
Japanska vojska je tokom Drugog svetskog rata koristila više različitih tipova bombi u rasponu od 15 do 500 kilograma.

### Naoružanje (za odbrambenu upotrebu)
- Type 89 7.7 mm mitraljez (baziran na Type 11)
- Type 98 7.92 mm mitraljez (kopija MG 15)
- Ho-104 12.7 mm mitraljez (baziran na Browning M1921)

### Borbena glava (za specijalnu upotrebu)
- Borbena glava od 800 kg
- Borbena glava od 2,900 kg
- Borbena glava od 6,393 lbs (termitska bomba)

## Mornarički avioni

### Mitraljezi
- Type 92 7.7 mm mitraljez (Britanski Lewis)
- Type 97 7.7 mm mitraljez (Vickers)
- Type 3 13.2 mm mitraljez (Brauning sa patronom Hotchkiss 13,2 mm)

### Topovi
- Type 99 cannon 20 mm top (Oerlikon FF)
- Type 2 30 mm top
- Type 5 30 mm top

### Naoružanje (za odbrambenu upotrebu)
- Type 92 7.7 mm mitraljez (britanski Lewis)
- Type 1 7.92 mm mitraljez (nemački MG 15)
- Type 2 13 mm mitraljez (nemački MG 131)
- Type 99-1/Type 99-2 20 mm top (Oerlikon FF)

### Napomene
1. ↑  Flying Guns of World War II p.184, Mounted in the Mitsubishi Ki-109 heavy interceptor and an experimental version of the Tachikawa Ki-104 bomber.

### Bibliografija
- TM 9-1985-4, Japanese Explosive Ordnance. United States: Department of the Army and Airforce. 1953.
- Williams, Anthony G.; Dr. E. Gustin (2003). Flying Guns World War II. England: Airlife Publishing Ltd. ISBN 1-84037-227-3.